# Świątynia Obecności
Świątynia Obecności (ang. The Temple of the Presence) to ruch religijny w nurcie New Age. W 1995 roku Carolyn i Monroe Shearerowie ogłosili się mediami. Miał ich podobno namaścić na tę funkcję wniebowstąpiony mistrz El Morja. Shearerowie założyli wtedy organizację – Świątynię Obecności.

## Nauczanie i praktyki religijne
Doktryna religijna nauczana przez Świątynię Obecności jest oparta na teozofii.
Siedziba Świątyni Obecności mieści się w Tucson w Arizonie, USA. Lokalne społeczności sympatyków nazywają się "grupami ołtarzowymi" (ang. altar groups) i spotykają się na coniedzielnych nabożeństwach, podczas których śpiewają mantry do Wniebowstąpionych Mistrzów nazywane "dekretami". Praktykowany jest też obrzęd Eucharystii.